# Maurice Roy (homme politique)
Pour les articles homonymes, voir Roy et Maurice Roy.
Maurice Roy, né le 22 septembre 1865 à Clavette (Charente-Maritime) et mort le 15 avril 1915 à La Rochelle (Charente-Maritime), est un homme politique français.

## Biographie
Médecin et exploitant viticole, il est conseiller général du canton de La Jarrie et député de la Charente-Maritime de 1906 à 1910, siégeant au groupe de la Gauche radicale.

## Sources
- « Maurice Roy (homme politique) », dans le Dictionnaire des parlementaires français (1889-1940), sous la direction de Jean Jolly, PUF, 1960 [détail de l’édition]